# Magdalena Rabizo-Birek
Magdalena Rabizo-Birek (ur. 15 stycznia 1964 w Kamieńsku) – polska literaturoznawczyni, krytyczka literatury i sztuki, animatorka wydarzeń literackich i artystycznych, profesorka Uniwersytetu Rzeszowskiego.

## Kariera
Jako uczennica I Liceum Ogólnokształcącego w Wałbrzychu w 1980 r. uczestniczyła w zawodach centralnych X Olimpiady Literatury i Języka Polskiego w Warszawie. Ukończyła kulturoznawstwo na Uniwersytecie Łódzkim. W 1988 r. zamieszkała w Rzeszowie, od 1 października 1989 r. pracowała w Instytucie Filologii Polskiej Wyższej Szkoły Pedagogicznej (od 2001 r. Uniwersytet Rzeszowski) w Zakładzie Literatury Polskiej XX Wieku i Teorii Literatury. W 2000 r. obroniła tam pracę doktorską, a w 2013 r. w postępowaniu habilitacyjnym przeprowadzonym przed Radą Naukową Instytutu Badań Literackich PAN w Warszawie uzyskała stopnień dra hab. w dziedzinie literaturoznawstwa. W latach 2017–2019 kierowała Zakładem Literatury Polskiej XX i XXI Wieku Instytutu Polonistyki i Dziennikarstwa UR. Ponadto w latach 2002–2006 pracowała jako wykładowca w Wyższej Szkole Informatyki i Zarządzania w Rzeszowie. W kadencji 2020–2024 wybrana do Komitetu Nauk o Literaturze PAN.
Uprawia komparatystykę literacką (związki między sztukami, literaturą i historią, obecność tradycji romantycznej w literaturze współczesnej), bada literaturę emigracyjną i najnowszą (po 1989 r.). Jako krytyczka debiutowała w 1989 r. publikacją szkicu o Stworzeniu świata M. K. Ćiurlionisa w miesięczniku „W Drodze”, naukowo w 1991 r. w „Zeszytach Naukowych WSP w Rzeszowie. Historia Literatury” interpretacją opowiadania Jeździec na niebie Ambrose’a Bierce’a. Od 1992 r. w redakcji kwartalnika literacko-artystycznego „Fraza”, od 1998 redaktorka naczelna tego periodyku. W latach 90. i pierwszych dwutysięcznych współpracowała jako krytyczka z: „Nowym Nurtem”, „Twórczością”, „A–Z”, „Gazetą w Rzeszowie”, Rozgłośnią Polskiego Radia w Rzeszowie. Recenzje, szkice, eseje publikowała w wielu czasopismach literackich, artystycznych i naukowych, m.in. „Odrze”, „Arkuszu”, „Dekadzie Literackiej”, „Nowej Dekadzie Krakowskiej”, „Art & Business”, „Kresach”, „Sycynie”, „Regionach”, „Akcencie”, „Opcjach”, „Pograniczach”, „Tekstach Drugich”.
Wielokrotnie przewodniczyła jury konkursów poetyckich im. K.K. Baczyńskiego w Łodzi oraz im. K. Ratonia w Olkuszu, w latach 2016–2017 zasiadała w jury Łódzkiej Nagrody Literackiej im. J. Tuwima (laudatorka nagrody dla Ewy Lipskiej w 2017 r.). Od 2019 r. w jury Konkursu na recenzję literacką im. T. Karpowicza. Była pomysłodawczynią i kuratorką dwóch wystaw w Państwowej Galerii Sztuki Współczesnej w Przemyślu (Artefakty 3. Bez końca o człowieku 2003–2004, 2008 oraz Artefakty 9. Refleksje o naturze w sztuce ponowoczesnej, 2009). Trzykrotnie uczestniczyła w Forum Malarstwa Polskiego (Lesko 2003, Orelec 2006, Lesko 2009). Była współautorką koncepcji dwóch jego edycji – „Ecce Homo” oraz „Natura Rzeczy” i redaktorką dwóch zeszytów Forum. Wielokrotnie jurorowała w międzynarodowych i regionalnych konkursach plastycznych oraz teatralnych.
Współzałożycielka i członkini: Stowarzyszenia Literackiego im. K. K. Baczyńskiego w Łodzi, Stowarzyszenia Literacko-Artystycznego „Fraza”, Podkarpackiego Towarzystwa Zachęty Sztuk Pięknych. Należy do Stowarzyszenia Góry Literatury w Nowej Rudzie. Wspólnie z mężem, Wojciechem Birkiem, współpracuje od trzeciej edycji z Festiwalem Góry Literatury w Nowej Rudzie: prowadzą spotkania z autorami i organizują wystawy plastyczne. Członkini kapituły Nagrody im. Wisławy Szymborskiej (2023).

## Życie prywatne
Od 1984 r. żona Wojciecha Birka, twórcy i badacza komiksu oraz narracji wizualnych, wykładowcy Uniwersytetu Rzeszowskiego. Matka: Lecha Andrzeja Birka (dra informatyki, pracuje i mieszka w Coventry – Anglia), Mikołaja Birka (grafik i autor filmów animowanych, wykładowca w Wyższej Szkole Informatyki i Zarządzania w Rzeszowie), Joanny Marii Birek (filmoznawczyni, pracuje w Centrum Komiksu i Narracji Interaktywnej EC1 w Łodzi, współorganizuje Międzynarodowy Festiwal Komiksu i Gier).

## Nagrody i medale
- 2001 Nagroda Rektora WSP w Rzeszowie za osiągnięcia naukowe
- 2003 Wyróżnienie Fundacji im. W. i N. Turzańskich oraz Nagroda Marszałka Województwa Podkarpackiego w dziedzinie kultury i sztuki wraz z zespołem redakcyjnym pisma „Fraza” oraz Stowarzyszeniem Literacko-Artystycznym „Fraza”
- 2004 Nagroda Fundacji im. Władysława i Nelly Turzańskich
- 2009 Nagroda Rektora Uniwersytetu Rzeszowskiego za działalność organizacyjną[3].
- 2011 Nagroda Marszałka Województwa Podkarpackiego w dziedzinie kultury i sztuki wraz z zespołem redakcyjnym pisma „Fraza” oraz Stowarzyszeniem Literacko-Artystycznym „Fraza”
- X 2015 Prezydent RP Bronisław Komorowski odznaczył ją Srebrnym Krzyżem Zasługi.

## Książki autorskie i współautorskie
- Czytanie obrazów. Teksty o sztuce z lat 1991–1996, Stowarzyszenie Literacko-Artystyczne „Fraza”, Rzeszów 1998.
- Między mitem a historią. Twórczość Włodzimierza Odojewskiego, Wydawnictwo „Twój Styl”, Warszawa 2002.
- Józef Mehoffer. Artysta dwóch epok (współautor Józef Ambrozowicz), Agencja Wydawnicza Jota, Rzeszów 2010. [nominacja w kategorii Album do 51. Nagrody Polskiego Towarzystwa Wydawców Książek Najpiękniejsza Książka Roku, Warszawa 2011]
- Sztuka Podkarpacia, t. 1, Podkarpackie Towarzystwo Zachęty Sztuk Pięknych, Rzeszów 2010 (współautorzy: Jacek Kawałek, Jacek K. Nowak, Piotr Rędziniak)
- Romantyczni i współcześni. Formy obecności romantyzmu w polskiej literaturze współczesnej, Wydawnictwo Uniwersytetu Rzeszowskiego, Rzeszów 2012.

## Redakcje książek (wybór)
- Iwona Misiak, Zmysł czytania, Stow. Literacko-Artystyczne „Fraza”, Rzeszów 2003.
- O poezji, nostalgii, krytykach i kryteriach rozmawiają Bogdan Czaykowski i Adam Czerniawski, Polski Fundusz Wydawniczy w Kanadzie – Stow. Literacko-Artystyczne „Fraza”, Toronto–Rzeszów 2006.
- Adam Czerniawski, Wyspy Szczęśliwe. Eseje o poezji, Polski Fundusz Wydawniczy w Kanadzie – Stow. Literacko-Artystyczne „Fraza”, Toronto–Rzeszów 2007.
- Poeta czułej pamięci. Studia i szkice o twórczości Janusza Szubera, Stowarzyszenie Literacko-Artystyczne „Fraza”, Rzeszów 2008 (współredakcja Jolanta Pasterska).
- Natałka Biłocerkiweć, Róża i nóż, wybór i przekład Bohdan Zadura; wstęp Joanna Ślósarska, posłowie Tomasz Swoboda, Stow. Literacko- Artystyczne „Fraza”, Rzeszów 2009.
- Sztuka Podkarpacia, t. 1–4, Podkarpackie Towarzystwo Zachęty Sztuk Pięknych, Rzeszów 2010, 2011, 2013, 2015.
- Boom i kryzys. Nowe czasopisma literacko-artystyczne i społeczno-kulturalne w Polsce po roku 1980, Wydawnictwo Uniwersytetu Rzeszowskiego–Stowarzyszenie Literacko-Artystyczne „Fraza”, Rzeszów 2012.
- Światy Olgi Tokarczuk, Wydawnictwo Uniwersytetu Rzeszowskiego–Stow. Literacko-Artystyczne „Fraza”, Rzeszów 2013 (współredaktorzy Magdalena Pocałuń-Dydycz, Adam Bienias).
- Inny w podróży. T. 1: Literackie świadectwa podróży na przestrzeni wieków, Wydawnictwo Uniwersytetu Rzeszowskiego, Rzeszów 2017 (współredaktorka Oksana Weretiuk).
- Inny w podróży. T. 2: Narracje podróżnicze w XX i XXI wieku, Wydawnictwo Uniwersytetu Rzeszowskiego, Rzeszów 2017 (współredaktorki Oksana Weretiuk i Matylda Zatorska).
- Przyboś dzisiaj, Wydawnictwo Uniwersytetu Rzeszowskiego, Rzeszów 2017 (współredaktorzy Zenon Ożóg i Janusz Pasterski).
- Miejsca, ludzie, opowieści. O twórczości Andrzeja Stasiuka, Wydawnictwo Uniwersytetu Rzeszowskiego – Stow. Literacko-Artystyczne „Fraza”, Rzeszów 2018 (współredaktorzy Matylda Zatorska, Damian Niezgoda).
- Obroty liter. Szkice o twórczości Tomasza Różyckiego, seria „Tylko Poezja”, t. 1, Universitas, Kraków 2019 (współredaktorka Anna Czabanowska-Wróbel)